# Phillips (Oklahoma)
Phillips és un poble dels Estats Units a l'estat d'Oklahoma. Segons el cens del 2000 tenia 150 habitants.

## Demografia
Segons el cens del 2000, Phillips tenia 150 habitants, 58 habitatges, i 41 famílies. La densitat de població era de 111,4 habitants per km².
Dels 58 habitatges en un 34,5% hi vivien nens de menys de 18 anys, en un 50% hi vivien parelles casades, en un 17,2% dones solteres, i en un 27,6% no eren unitats familiars. En el 24,1% dels habitatges hi vivien persones soles el 10,3% de les quals corresponia a persones de 65 anys o més que vivien soles. El nombre mitjà de persones vivint en cada habitatge era de 2,59 i el nombre mitjà de persones que vivien en cada família era de 3,05.
Per edats la població es repartia de la següent manera: un 28% tenia menys de 18 anys, un 8,7% entre 18 i 24, un 30,7% entre 25 i 44, un 22,7% de 45 a 60 i un 10% 65 anys o més.
L'edat mediana era de 34 anys. Per cada 100 dones de 18 o més anys hi havia 100 homes.
La renda mediana per habitatge era de 33.750 $ i la renda mediana per família de 36.667 $. Els homes tenien una renda mediana de 47.500 $ mentre que les dones 23.750 $. La renda per capita de la població era de 13.439 $. Entorn del 27,1% de les famílies i el 21,9% de la població estaven per davall del llindar de pobresa.

## Poblacions més properes
El següent diagrama mostra les poblacions més properes.